# Peter Mochrie
Peter Mochrie, né le 23 mars 1959 à Sydney, Australie, est un acteur australien.
Son rôle le plus connu reste celui du Detective Steve Hayden dans la série Fréquence Crime.

## Filmographie (acteur)
- 1981 : Winter of Our Dreams, de John Duigan : Tim
- 1985 : Les Voisins (série TV) : Peter Kirk
- 1993 : Frauds, de Stephan Elliott : Michael Allen
- 1995 : Power Rangers, le film : M. Kelman
- 1996-1997 : Brigade des mers (série TV, saison 1) : l'inspecteur John "Knocker" Harrisson
- 1997-2000 : Fréquence Crime (série TV, saison 1, 2, 3, 4) : l'inspecteur Steve Hayden
- 2001-2002 : Cybergirl (série TV) : Rick Fontaine
- 2006-2012 : Shortland Street (soap opera) : Callum McKay